# چیلانز
چیلانز (به لهستانی:  Cielądz) یک روستا در لهستان است که در گمینا چیلانز واقع شده‌است. چیلانز ۶۴۰ نفر جمعیت دارد.